# Distrito de Nagaon
Nagaon es un distrito de India en el estado de Assam. Código ISO: IN.AS.NG.
Comprende una superficie de 3 831 km².
El centro administrativo es la ciudad de Nagaon.

## Demografía
Según censo 2011 contaba con una población total de 2 826 006 habitantes, de los cuales 1 385 699 eran mujeres y 1 440 307 varones.